# خلیفه الحمادی
خلیفه الحمادی (عربی: خليفة مبارك خلفان خيري الحمادي؛ زادهٔ ۷ نوامبر ۱۹۹۸) بازیکن فوتبال اهل امارات متحده عربی است.